# Снидс Фери (Северна Каролина)
Снидс Фери (енгл. Sneads Ferry) насељено је место без административног статуса у америчкој савезној држави Северна Каролина.

## Демографија
По попису из 2010. године број становника је 2.646, што је 398 (17,7%) становника више него 2000. године.
| Група             | 2000.         | 2010.         |
| Белци             | 2.029 (90,3%) | 2.387 (90,2%) |
| Афроамериканци    | 115 (5,1%)    | 98 (3,7%)     |
| Азијати           | 21 (0,9%)     | 21 (0,8%)     |
| Хиспаноамериканци | 38 (1,7%)     | 92 (3,5%)     |
| Укупно            | 2.248         | 2.646         |